# Pilea sohayakiensis
Pilea sohayakiensis är en nässelväxtart som beskrevs av Kitamura. Pilea sohayakiensis ingår i släktet pileor, och familjen nässelväxter. Inga underarter finns listade i Catalogue of Life.